# Tratado de Étaples (1492)
El tratado de Étaples o paz de Étaples fue un acuerdo de paz firmado el 3 de noviembre de 1492 en la ciudad francesa de Étaples entre Carlos VIII de Francia y Enrique VII de Inglaterra.

## El tratado
Los términos del acuerdo incluían:
- Las tropas inglesas abandonaban el asedio de Boulogne-sur-Mer, iniciado el 18 de octubre.[1]

- Ambos países firmantes mantendrían la paz durante la vida de sus respectivos monarcas;
- Inglaterra aceptaba el control francés sobre Bretaña, unida a la Corona francesa por la boda de Carlos VIII con Ana de Bretaña;
- Francia se comprometía a no apoyar a ninguno de los pretendientes al trono inglés, especialmente a Perkin Warbeck, quien desde 1490 reclamaba su derecho al trono;
- Carlos se comprometía al pago de una indemnización de 745.000 coronas de oro a Enrique VII, a razón de 25.000 libras cada seis meses: 620.000 coronas por el mantenimiento del ejército inglés en Bretaña, y 125.000 por los atrasos de la pensión de Luis XI (este punto sería aprobado en una disposición añadida el 3 de noviembre).[2]

## Consecuencias
Este acuerdo, junto con los tratados de Barcelona y de Senlis firmados el año siguiente, están considerados como los preparativos que Carlos VIII de Francia hizo para su campaña militar en la península italiana. En 1494, habiendo acordado mediante estos tratados las paces con Inglaterra, España y el Sacro Imperio Romano Germánico, los ejércitos franceses se internaron en Italia, dando comienzo a la Primera Guerra de Italia (1494 - 1498).